# Bion von Smyrna
Bion von Smyrna (griechisch Βίων ὁ Σμυρναῖος Bíōn ho Smyrnaíos) war ein späthellenistischer Dichter. Er lebte um 100 v. Chr.
Bion soll in Phlossa, nahe der kleinasiatischen Stadt Smyrna, geboren sein. Sein Werk gehörte überwiegend zur bukolischen Dichtung, nach dem Vorbild Theokrits. Nur wenig davon ist erhalten geblieben, so ein 98 Verse umfassendes Epitaph für Adonis, eine in Hexametern abgefasste Klage um den Geliebten der Aphrodite.